# Enneadesmus masculinus
Enneadesmus masculinus är en skalbaggsart som beskrevs av Pierre Lesne 1936. Enneadesmus masculinus ingår i släktet Enneadesmus och familjen kapuschongbaggar. Inga underarter finns listade i Catalogue of Life.